# HD 166285
HD 166285，又名BD+03 3613，SAO 123198、HR 6797，是一颗恒星，视星等为5.69，位于銀經30.97，銀緯10.66，其B1900.0坐标为赤經18h 4m 53.8s，赤緯+3° 10.66′ 26″。